# Ghortikharka
Ghortikharka (nep. घोर्लिखर्क) – gaun wikas samiti we wschodniej części Nepalu w strefie Kośi w dystrykcie Dhankuta. Według nepalskiego spisu powszechnego z 2001 roku liczył on 588 gospodarstw domowych i 3048 mieszkańców (1571 kobiet i 1477 mężczyzn).